# Cuauhtémoc Dos
Cuauhtémoc Dos är en ort i Mexiko.   Den ligger i kommunen Jesús Carranza och delstaten Veracruz, i den sydöstra delen av landet, 500 km sydost om huvudstaden Mexico City. Cuauhtémoc Dos ligger 26 meter över havet och antalet invånare är 211.
Terrängen runt Cuauhtémoc Dos är platt. Runt Cuauhtémoc Dos är det glesbefolkat, med 10 invånare per kvadratkilometer. Närmaste större samhälle är Jesús Carranza, 1,3 km nordväst om Cuauhtémoc Dos. Omgivningarna runt Cuauhtémoc Dos är en mosaik av jordbruksmark och naturlig växtlighet.